# Chresiona
Chresiona is een geslacht van spinnen uit de  familie van de Macrobunidae. 

## Soorten
- Chresiona convexa Simon, 1903
- Chresiona invalida (Simon, 1898)
- Chresiona nigrosignata Simon, 1903